# Bakoukoué
Bakoukoué est un village de la région du Centre du Cameroun, situé dans la commune de Makak. 

## Population et développement
En 1963, la population de Bakoukoué était de 550 habitants. La population de Bakoukoué est de 970 habitants lors du recensement de 2005. La population est constituée pour l’essentiel de Bassa.  